# Tonge
Tonge es una parroquia civil y un pueblo del distrito de Swale, en el condado de Kent (Inglaterra).

## Geografía
Según la Oficina Nacional de Estadística británica, Tonge tiene una superficie de 9,37 km².

## Demografía
Según el censo de 2001, Tonge tenía 292 habitantes (51,37% varones, 48,63% mujeres) y una densidad de población de 31,16 hab/km². El 22,6% eran menores de 16 años, el 72,95% tenían entre 16 y 74 y el 4,45% eran mayores de 74. La media de edad era de 37,4 años. Del total de habitantes con 16 o más años, el 23,45% estaban solteros, el 68,14% casados y el 8,41% divorciados o viudos.
El 96,23% de los habitantes eran originarios del Reino Unido y el 3,77% de cualquier otro lugar salvo del resto de países europeos. Según su grupo étnico, el 98,26% eran blancos y el 1,74% mestizos. El cristianismo era profesado por el 78,42%, mientras que el 15,75% no eran religiosos y el 5,82% no marcaron ninguna opción en el censo.
155 habitantes eran económicamente activos, 147 de ellos (94,84%) empleados y 8 (5,16%) desempleados. Había 98 hogares con residentes y 5 vacíos.